# Kimberly (Idaho)
Kimberly – miasto w Stanach Zjednoczonych, w stanie Idaho, w hrabstwie Twin Falls.